# Polisen i Kosovo
Polisen i Kosovo (albanska: Policia e Kosovës) bildades 1999 av Förenta nationernas uppdrag i Kosovo, UNMIK. UNMIK fick två primära uppgifter av FN:s säkerhetsråds resolution 1244, den första uppgiften var att upprätta en ny polisstyrka, och under tiden att upprätthålla lag och ordning i landet. Namnet för den nya poliskåren blev "Kosovo Police Service", som valdes av den första internationella polischefen i Kosovo, Sven Frederiksen från Danmark. Rekrytering inleddes omedelbart, och före detta polisskollokaler i staden Vushtrri renoverades av Organisationen för säkerhet och samarbete i Europa (OSSE), som började träna kadetter.
Den 17 februari 2008 då Kosovo förklarade sig självständigt, blev polisen en myndighet underställd regeringen i Republiken Kosovo. Förut var den underställd UNMIK-polisen, och polischefen behöll kommandot.
Polismyndigheten i Kosovo har ökat stadigt sedan 1999, och 2004 nådde den sin planerade fulla storlek på nästan 7 000 officerare. Från och med 2010 har det runt 9 000 anställda. Omkring 85 % av Kosovos poliser är etniska albaner, 15 % är etniska serber och andra etniska minoriteter.

## Speciella enheterna
Huvuddelen av polismyndigheten i Kosovo är patrullerande poliser. Den polisen har specialiserat sina styrkor i alla sex regioner, organiserad brottslighetenheten, narkotikabrottsenheten och flera andra. Utöver dessa specialiserade enheter har varje region i Kosovo en speciell enhet (Rosu), som är särskilt utbildade för tillfällen då husrannsakan behöver ske, liksom situationer under upplopp då de befinner sig vid frontlinjen, eller i situationer då folksamlingar blir för stora och okontrollerade. De fungerar också som livvakter för besökande, och för Kosovos egna politiska ledare.

## Motorcykelenheten
Motorcykelenheten etablerades den 29 augusti 2003 och 7 poliser utbildades av internationella instruktörer. 
Andra generationen utbildades 2003 med 5 poliser medan den tredje generationen med nio poliser är utbildade 2004. År 2005 utbildades en fjärde generationen med tolv poliser. Idag består Motorcykelenheten av totalt 32 motorcykelpoliser. Huvudansvaret för motorcykelenheten är att eskortera mycket viktiga personer, mer kända som V.I.P..

## Specialutryckningsenheten
Denna särskilda polisenhet skapades år 2003. Tanken bakom denna enhet var en standard SWAT-enhet (2 grupper av 15 tjänstemän vardera), som tränas av amerikanska utbildare.
I mars 2005 lanserades Grupi special I Intervenimit GIS, ett projekt att få fram en elitstyrka hos polisen i Kosovo. Ett strikt urval följdes genom flera test, och bara 18 personer blev utvalda bland hundratals frivilliga poliser att vara den första generationen av enheten.
Enheten bildades, etablerades, utrustades, tränades och utbildades av ett UNMIK-team (professionella specialiserade instruktörer) som arbetat inom det området i sina hemländer. Utbildare ifrån Frankrike, Tyskland, USA, Danmark och andra länder deltog.
Vid slutet av år 2006 gick man, på grund av vissa svårigheter med projektet, stället över till en vanlig SWAT-polisenhetsnivå, under namnet "FIT" (First Intervention Team), som tränades av USA SWAT, franska polisofficerare, och österrikiska tränare från "WEGA"-enheten.
Nyligen[när?] höjdes enhetens nivå igen till den tidigare nivån med en liten ändring av namnet från SIG till SIU (Special Intervention Unit). De ansvarar idag för att motverka terrorism och att ingripa vid gisslandraman samt med sina vanliga arbetsuppgifter, som högriskarresteringar och bekämpning av den organiserade brottsligheten.

## Hundenheten
Hundenheten i Kosovo etablerades i november 2002. Från början bestod hundenheten av sju poliser. Dessa poliser har avslutat grundläggande utbildning i Storbritannien och sen fortsatt med ytterligare utbildningar av internationella instruktörer. År 2000 började hundenheten att jobba med fem hundar i polispatrullen och fem hundar för narkotikaenheten.
Hundenheten utför olika polisinsatser med sju hundar i polispatruller, tre hundar för narkotikadetektioner och en för sprängämnesdetektion. Enheten har tre lokala instruktörer som utbildar unga hundpoliser.